# Liste des épisodes de Noob
 (décembre 2016).
 (mars 2011).
Cette liste concerne les épisodes de la série télévisée Noob.

## Saisons

### Saison 1 - La Tour Galamadriabuyak
Diffusée sur Nolife du 7 novembre 2008 au 5 avril 2009, elle sert avant tout à mettre en place l'univers et les personnages de la série. La première diffusion du dernier épisode de la saison s'est faite lors d'une soirée spéciale après la rediffusion de la saison entière et de documentaires sur les coulisses du tournage.
| Numéros | Titres                                     | Réalisateur(s)  | Scénariste(s)   | Première diffusion |
| --- | ------------------------------------------ | --------------- | --------------- | ------------------ |
| 1 (01x01) | Niveau 1 : Gaea l'invocatrice              | Fabien Fournier | Fabien Fournier | 7 novembre 2008    |
| Après avoir vu une pub mettant en scène Max Middle, le joueur derrière Fantöm, le no 1 mondial, une jeune femme décide d'acheter le MMORPG Horizon 1.0. Commence la très dure phase de création du personnage.                      |                                            |                 |                 |                    |
| 2 (01x02) | Niveau 2 : La guilde Noob                  | Fabien Fournier | Fabien Fournier | 7 novembre 2008    |
| À peine connectée, Gaea rencontre un joueur du nom de Sparadrap. Celui-ci l'invite à rejoindre une guilde au nom peu attirant, la guilde Noob. Il fait appel à Arthéon, le chef de celle-ci, pour la convaincre.                    |                                            |                 |                 |                    |
| 3 (01x03) | Niveau 3 : Fausse route                    | Fabien Fournier | Fabien Fournier | 7 novembre 2008    |
| En chemin vers la Chambre des Guildes afin de s'inscrire à la guilde Noob, Gaea rencontre un autre membre de la guilde : Omega Zell.                                                                                                |                                            |                 |                 |                    |
| 4 (01x04) | Niveau 4 : Dark Avenger le PK              | Fabien Fournier | Fabien Fournier | 14 novembre 2008   |
| Alors que Gaea cherche à fuir Sparadrap, leur chemin vient à croiser celui du joueur Dark Avenger, l'un des plus célèbres player killers du serveur.                                                                                |                                            |                 |                 |                    |
| 5 (01x05) | Niveau 5 : La Coalition                    | Fabien Fournier | Fabien Fournier | 21 novembre 2008   |
| Alors qu'il accomplit une quête visant à tuer un certain nombre de membres de la Coalition, Arthéon rencontre Ash, le propriétaire de farmerchinois.com, qui est selon lui responsable de la perte de son personnage de niveau 100. |                                            |                 |                 |                    |
| 6 (01x06) | Niveau 6 : Le Capitaine Jack               | Fabien Fournier | Fabien Fournier | 28 novembre 2008   |
| Perdus dans une plaine, Omega Zell et Arthéon doivent résoudre la quête confiée par le personnage Jack Céparou pour s'en sortir… |                                            |                 |                 |                    |
| 7 (01x07) | Niveau 7 : La pierre de substitution       | Fabien Fournier | Fabien Fournier | 5 décembre 2008    |
| Après sa dernière tentative ratée, Dark Avenger a enfin retrouvé Sparadrap et il compte bien réussir cette fois… |                                            |                 |                 |                    |
| 8 (01x08) | Niveau 8 : Une lueur d'espoir              | Fabien Fournier | Fabien Fournier | 12 décembre 2008   |
| Les membres de la guilde ayant tous monté de plusieurs niveaux, ils souhaitent tenter le donjon de Mortegarde. Mais avant cela ils doivent vaincre le gardien.                                                                      |                                            |                 |                 |                    |
| 9 (01x09) | Niveau 9 : La Tour Galamadriabuyak         | Fabien Fournier | Fabien Fournier | 19 décembre 2008   |
| Après que Sparadrap a encore fait échouer une quête commune à la guilde, Arthéon et Omega Zell tentent de lui expliquer l'objectif de Horizon et les quêtes.                                                                        |                                            |                 |                 |                    |
| 10 (01x10) | Niveau 10 : L'étrange noël de Dark Avenger | Fabien Fournier | Fabien Fournier | 16 janvier 2009    |
| Épisode hors-série : Pour le temps d'un épisode, Dark Avenger devient le héros de sa propre histoire de Noël. |                                            |                 |                 |                    |
| 11 (01x11) | Niveau 11 : La Boutique                    | Fabien Fournier | Fabien Fournier | 23 janvier 2009    |
| En vue de retenter le donjon de Mortegarde, les membres de la guilde vont faire un petit détour par une boutique pour s'équiper. |                                            |                 |                 |                    |
| 12 (01x12) | Niveau 12 : Le Donjon de Mortegarde Part.1 | Fabien Fournier | Fabien Fournier | 30 janvier 2009    |
| 13 (01x13) | Niveau 13 : Le Donjon de Mortegarde Part.2 | Fabien Fournier | Fabien Fournier | 30 janvier 2009    |
| Épisode en deux parties : Pour la première fois, la guilde rentre dans le donjon de Mortegarde. |                                            |                 |                 |                    |
| 14 (01x14) | Niveau 14 : Tenshirock le Hacker Part.1    | Fabien Fournier | Fabien Fournier | 6 février 2009     |
| 15 (01x15) | Niveau 15 : Tenshirock le Hacker Part.2    | Fabien Fournier | Fabien Fournier | 13 février 2009    |
| Épisode en deux parties : Tenshirock a décidé de revenir prêcher la « Bonne Parole » sur Horizon. Il vient à rencontrer son ami Ash à qui il veut expliquer son objectif.                                                           |                                            |                 |                 |                    |
| 16 (01x16) | Niveau 16 : La guilde Justice              | Fabien Fournier | Fabien Fournier | 20 février 2009    |
| Alors qu'Omega Zell aide Arthéon à retrouver son épée, ils rencontrent Saphir de la guilde Justice. |                                            |                 |                 |                    |
| 17 (01x17) | Niveau 17 : Joueur contre Joueur           | Fabien Fournier | Fabien Fournier | 27 février 2009    |
| Au milieu d'un affrontement entre la Coalition et l'Empire, Dark Avenger est bien décidé à se venger de l'affront que lui a fait Sparadrap.                                                                                         |                                            |                 |                 |                    |
| 18 (01x18) | Niveau 18 : Capture d'écran                | Fabien Fournier | Fabien Fournier | 9 mars 2009        |
| Oméga Zell rencontre Fantöm, son idole. Mais incapable de s'exprimer, c'est Gaea qui sert d'intermédiaire. |                                            |                 |                 |                    |
| 19 (01x19) | Niveau 19 : La taverne                     | Fabien Fournier | Fabien Fournier | 13 mars 2009       |
| Arthéon invite les membres de la guilde Noob à la taverne pour leur annoncer une « décision importante ». |                                            |                 |                 |                    |
| 20 (01x20) | Niveau 20 : Faux Départ                    | Fabien Fournier | Fabien Fournier | 20 mars 2009       |
| La Guilde Noob s'est donnée rendez-vous devant la tour Galamadriabuyak, mais c'était sans compter sur quelques petits imprévus. |                                            |                 |                 |                    |
| 21 (01x21) | Niveau 21 : Le premier étage part.1        | Fabien Fournier | Fabien Fournier | 27 mars 2009       |
| 22 (01x22) | Niveau 22 : Le premier étage part.2        | Fabien Fournier | Fabien Fournier | 5 avril 2009       |
| Épisode en deux parties : La Guilde Noob parvient enfin à entrer dans la tour Galamadriabuyak, mais une surprise de taille les y attend. Pourront-ils terminer le premier étage de la tour ?                                        |                                            |                 |                 |                    |

### Saison 2 - Le Bâton Cheaté
Lancée le 23 octobre 2009, cette saison intègre le monde réel à son panel de gags liés aux jeux vidéo en ligne.
| Numéros | Titres                                       | Réalisateur(s)  | Scénariste(s)   | Première diffusion |
| --- | -------------------------------------------- | --------------- | --------------- | ------------------ |
| 23 (02x01) | Niveau 1 : Mise à jour                       | Fabien Fournier | Fabien Fournier | 23 octobre 2009    |
| Le MMORPG Horizon vient de passer à la version 1.1. Alors que tous les joueurs testent les nouvelles capacités et les nouveaux lieux de la mise à jour, la Guilde Noob découvre les « nouvelles capacités » de Sparadrap.                                                                |                                              |                 |                 |                    |
| 24 (02x02) | Niveau 2 : La communauté du bâton            | Fabien Fournier | Fabien Fournier | 30 octobre 2009    |
| La Guilde Noob débat du destin de l'étrange bâton de Sparadrap sous la surveillance secrète de Ash et de Tenshirock. |                                              |                 |                 |                    |
| 25 (02x03) | Niveau 3 : SOS soigneur                      | Fabien Fournier | Fabien Fournier | 7 novembre 2009    |
| En route pour la destruction du bâton cheaté, la Guilde Noob souhaite recruter un nouveau soigneur afin de se débarrasser de Sparadrap qui ne leur cause que des soucis. |                                              |                 |                 |                    |
| 26 (02x04) | Niveau 4 : Pick up                           | Fabien Fournier | Fabien Fournier | 14 novembre 2009   |
| Omega Zell espionne Gaea afin de découvrir comment elle peut réussir à monter ses niveaux aussi vite. |                                              |                 |                 |                    |
| 27 (02x05) | Niveau 5 : Restons zen                       | Fabien Fournier | Fabien Fournier | 21 novembre 2009   |
| Alors que les membres de la Guilde Noob vivent leurs aventures quotidiennes chacun de leurs côtés, ils viennent tour à tour à croiser un joueur colérique. |                                              |                 |                 |                    |
| 28 (02x06) | Niveau 6 : Retrouvailles                     | Fabien Fournier | Fabien Fournier | 28 novembre 2009   |
| Alors qu'Arthéon a mystérieusement disparu, les membres de la guilde recrutent Golgotha pour finir leur quête. |                                              |                 |                 |                    |
| 29 (02x07) | Niveau 7 : Rédemption                        | Fabien Fournier | Fabien Fournier | 14 janvier 2010    |
| Gaea, Sparadrap, Oméga Zell et Golgotha ont terminé une quête quand les membres de la guilde Justice font leur apparition et ont fait une requête auprès des Maitres du Jeu... |                                              |                 |                 |                    |
| 30 (02x08) | Niveau 8 : Impression de Déjà Vu             | Fabien Fournier | Fabien Fournier | 21 janvier 2010    |
| Maintenant débarrassé de Sparadrap et Gaea, Oméga Zell se dit qu'il pourra enfin progresser à toute vitesse pour accéder à la guilde Justice, mais il remarque très vite qu'il est seul et qu'il n'a plus rien à faire... De son côté, le nouveau Sparadrap accède à la guilde Justice.  |                                              |                 |                 |                    |
| 31 (02x09) | Niveau 9 : Curriculum Vitæ                   | Fabien Fournier | Fabien Fournier | 28 janvier 2010    |
| La Guilde Justice constate qu'à cause des récents événements, Roxxor est en passe de devenir la première au classement. De son côté Oméga Zell passe un entretien pour intégrer la guilde et se fait très vite recaler.                                                                  |                                              |                 |                 |                    |
| 32 (02x10) | Niveau 10 : Complots (partie 01)             | Fabien Fournier | Fabien Fournier | 12 février 2010    |
| Gaea reçoit de Tenshirock le Hacker une vidéo qui lui permet de faire pression pour se faire restaurer son personnage. Profitant de l'absence d'Arthéon, qu'il a enlevé, Maître Zen tente de récupérer la Guilde Noob. Arthéon réussit à s'échapper du garage où maître Zen l'a enfermé. |                                              |                 |                 |                    |
| 33 (02x11) | Niveau 11 : Complots (partie 02)             | Fabien Fournier | Fabien Fournier | 19 février 2010    |
| Arthéon se reconnecte à temps pour empêcher Maître Zen d'être nommé chef de la Guilde Noob. |                                              |                 |                 |                    |
| 34 (02x12) | Niveau 12 : Le maître des compétences        | Fabien Fournier | Fabien Fournier | 5 mars 2010        |
| Les membres de la Guilde Noob, désormais de niveau 20, se rendent au camp d'entraînement où le maître des compétences leur apprend à se servir de leurs nouvelles compétences. |                                              |                 |                 |                    |
| 35 (02x13) | Niveau 13 : De retour dans la tour (part 01) | Fabien Fournier | Fabien Fournier | 16 avril 2010      |
| Les membres de la Guilde Noob entrent dans le deuxième étage de la Tour de Galamadriabuyak et se retrouvent dans une caverne. |                                              |                 |                 |                    |
| 36 (02x14) | Niveau 14 : De retour dans la tour (part 02) | Fabien Fournier | Fabien Fournier | 23 avril 2010      |
| Pendant qu'Arthéon et Sparadrap tentent de vaincre le nécromancien, des évènements IRL empêchent Gaea et Oméga Zell de participer au combat. |                                              |                 |                 |                    |
| 37 (02x15) | Niveau 15 : Le PK contre-attaque             | Fabien Fournier | Fabien Fournier | 7 mai 2010         |
| La Guilde Noob cherche un fragment de la Pierre des Âges quand les PK Dark Avenger et Précieux apparaissent. |                                              |                 |                 |                    |
| 38 (02x16) | Niveau 16 : La grande bataille               | Fabien Fournier | Fabien Fournier | 14 mai 2010        |
| La Guilde Noob doit traverser la plaine d'Armoran pour rejoindre la faille des Arks. Mais la plaine est passée sous le contrôle de la Coalition. Ils n'ont d'autres choix que de prendre part à une bataille pour aider l'Empire à en reprendre le contrôle.                             |                                              |                 |                 |                    |
| 39 (02x17) | Niveau 17 : Le choc des extrêmes             | Fabien Fournier | Fabien Fournier | 28 juin 2010       |
| Après cinq batailles, la plaine d'Armoran est reprise. La Guilde Noob peut la traverser en suivant la Guilde Justice afin d'enfin se débarrasser du bâton cheaté. |                                              |                 |                 |                    |

### Saison 3 - La Revanche de la Coalition
Lancée le 5 novembre 2010.
| Numéros | Titres                            | Réalisateur(s)  | Scénariste(s)   | Première diffusion |
| --- | --------------------------------- | --------------- | --------------- | ------------------ |
| 40 (03x01) | Niveau 1 : Horizon 2.0            | Fabien Fournier | Fabien Fournier | 5 novembre 2010    |
| Le MMORPG Horizon vient de passer à la version 2.0. Pendant que Morgan Lavande (Omega Zell) fait une interview IRL de Kevin Lepape (Sparadrap), joueur de tennis, Arthéon, Gaea et Golgotha commencent une première quête avant d'être rejoints par Omega Zell et Sparadrap. Stanislas Châtelin (Arthéon) annonce qu'il part en internat en Moselle et qu'il ne pourra pas se connecter souvent. |                                   |                 |                 |                    |
| 41 (03x02) | Niveau 2 : Reroll                 | Fabien Fournier | Fabien Fournier | 12 novembre 2010   |
| Afin d'avoir un guerrier en remplacement d'Arthéon, Sparadrap a créé un second personnage guerrier. La Guilde Noob revient à Mortegarde pour aguerrir le nouveau personnage. |                                   |                 |                 |                    |
| 42 (03x03) | Niveau 3 : Hacker                 | Fabien Fournier | Fabien Fournier | 26 novembre 2010   |
| Durant le donjon de Mortegarde, Arthéon a constaté un manque de coordination entre les membres de la Guilde Noob. Il fait venir Omega Zell et Gaea pour tenter d'insuffler l'esprit d'équipe dans la Guilde. Mais Tenshirock vient brouiller les cartes... |                                   |                 |                 |                    |
| 43 (03x04) | Niveau 4 : Recrutement            | Fabien Fournier | Fabien Fournier | 3 décembre 2010    |
| La Guilde Noob, accrue de Couette et d'Ivy, cherche à recruter un guerrier. |                                   |                 |                 |                    |
| 44 (03x05) | Niveau 5 : Reportage              | Fabien Fournier | Fabien Fournier | 14 janvier 2011    |
| IRL, Morgan Lavande (Omega Zell) doit faire un reportage sur les femmes et le MMORPG. Il choisit donc de rencontrer Gaea et Golgotha. |                                   |                 |                 |                    |
| 45 (03x06) | Niveau 6 : Conspiration           | Fabien Fournier | Fabien Fournier | 21 janvier 2011    |
| IRL, Morgan Lavande (Omega Zell) et Gabrielle Jolivet (Gaea) interviewent Max Middle (Fantöm) pendant qu'un homme s'introduit chez Gaea et poste la vidéo montrant que Fantôm est discrètement et illégalement aidé par les programmeurs. |                                   |                 |                 |                    |
| 46 (03x07) | Niveau 7 : Trahison               | Fabien Fournier | Fabien Fournier | 28 janvier 2011    |
| Un duel est prévu entre la Guilde Justice et la Guilde Roxxor, quand Roxanna dénonce à Judge Dead l'aide illégale dont Fantöm a bénéficié en utilisant la vidéo comme preuve. Judge Dead décide de supprimer l'avatar de Fantöm. |                                   |                 |                 |                    |
| 47 (03x08) | Niveau 8 : De Pire en Pire        | Fabien Fournier | Fabien Fournier | 11 février 2011    |
| De retour dans le jeu, Omega Zell et Gaea apprennent les dernières nouvelles qui sont catastrophiques : la vidéo, la suppression de Fantöm, la rétrogradation de la Guilde Justice à la 4e place, le déclin de l'Empire... |                                   |                 |                 |                    |
| 48 (03x09) | Niveau 9 : Centralis              | Fabien Fournier | Fabien Fournier | 25 février 2011    |
| À la taverne, Arthéon, Omega Zell et Gaea font le point et reçoivent la visite de Tenshirock le hacker. Le seul endroit sûr pour les joueurs de l'Empire, pourchassés par la Coalition, est Centralis, la capitale de l'Empire. C'est là que se retrouve la Guilde Noob. |                                   |                 |                 |                    |
| 49 (03x10) | Niveau 10 : Rencontre IRL         | Fabien Fournier | Fabien Fournier | 11 mars 2011       |
| Catherine Mourru (Golgotha), Gabrielle Jolivet (Gaea), Morgan Lavande (Omega Zell) et Kevin Lepape (Sparadrap) se rencontrent IRL pour tenter de convaincre Max Middle (Fantöm) de se recréer un nouveau personnage... Dans le jeu, Arthéon et Ystos rencontrent Spectre, un joueur niveau 100 de la faction de l'Ordre. |                                   |                 |                 |                    |
| 50 (03x11) | Niveau 11 : Niveau 1 (partie 1/2) | Fabien Fournier | Fabien Fournier | 25 mars 2011       |
| Gabrielle Jolivet (Gaea) et Morgan Lavande (Omega Zell) filment les premiers pas de Marcus dans Horizon 2.0 pour l'émission Chez Marcus. Il se crée un personnage, Grobin des doigts l'archer. |                                   |                 |                 |                    |
| 51 (03x12) | Niveau 12 : Niveau 1 (partie 2/2) | Fabien Fournier | Fabien Fournier | 25 mars 2011       |
| Grobin des doigts rencontre successivement Bartémulius, Sparadrap, Arthéon et Ystos, devient membre de la guilde Noob, croise des joueurs de la Coalition, Ash, puis Jugde Love. |                                   |                 |                 |                    |
| 52 (03x13) | Niveau 13 : Persona Non Grata     | Fabien Fournier | Fabien Fournier | 8 avril 2011       |
| Fantöm réapparaît et remonte les niveaux un par un, en refusant toute aide. Pendant ce temps, la Guilde Noob fait la connaissance de la Guilde des Traqueurs de Reliques, fondée par Maître Zen pour se venger et détruire la Guilde Noob. |                                   |                 |                 |                    |
| 53 (03x14) | Niveau 14 : Orgueil et préjugés   | Fabien Fournier | Fabien Fournier | 22 avril 2011      |
| Arthéon ne pouvant pas se connecter régulièrement, la Guilde Noob ne progresse que difficilement. Elle rencontre le nouvel avatar de Fantöm, qui finit par accepter de rejoindre la Guilde Noob. |                                   |                 |                 |                    |
| 54 (03x15) | Niveau 15 : Buyabuyak 1/2         | Fabien Fournier | Fabien Fournier | 6 mai 2011         |
| La Guilde Noob, épaulé par Max Middle, entre dans le sixième étage de la tour de Galamadriabuyak. Ils doivent faire face à la Guilde des Traqueurs de Reliques, décidé à leur voler le butin. |                                   |                 |                 |                    |
| 55 (03x16) | Niveau 16 : Buyabuyak 2/2         | Fabien Fournier | Fabien Fournier | 6 mai 2011         |
| La Guilde Noob continue le sixième étage de la tour de Galamadriabuyak. |                                   |                 |                 |                    |
| 56 (03x17) | Niveau 17 : Furie                 | Fabien Fournier | Fabien Fournier | 22 mai 2011        |
| La Guilde Noob effectue un stage chez le Maître des Compétences, qui leur apprend à utiliser leur furie. Gaea fait la connaissance d'Omega Zellette, la sœur d'Omega Zell. |                                   |                 |                 |                    |
| 57 (03x18) | Niveau 18 : Rosaphir              | Fabien Fournier | Fabien Fournier | 8 juillet 2011     |
| La Coalition décide de lancer une attaque pour prendre Centralis, la capitale de l'Empire. La bataille est livrée dans la plaine de Centralis. Amaras et Fantöm sont sur le point de s'affronter quand Spectre apparaît et empêche l'affrontement pour préserver l'équilibre entre les trois factions. En marge de la bataille, Gaea, Omega Zell et Sparadrap se retrouvent confrontés à la Guilde Roxxor. Roxana détruit les familiers de Sparadrap, ce qui provoque une réaction inattendue de ce dernier. Les trois Noob sont sauvés par Ystos qui les téléporte et la Guilde Justice affronte la Guilde Roxxor. Ystos charge la Guilde Noob des quêtes de défense. Ils retrouvent la Guilde des Traqueurs de Reliques sur leur chemin. Note : Cet épisode est en trois parties. |                                   |                 |                 |                    |

### Saison 4 - Le Niveau Cent
Lancée le 2 décembre 2011.
| Numéros | Titres                          | Réalisateur(s)  | Scénariste(s)   | Première diffusion |
| --- | ------------------------------- | --------------- | --------------- | ------------------ |
| 58 (04x00) | Prologue : Horizon 2.2          | Fabien Fournier | Fabien Fournier |                    |
| Un nouveau personnage arrive sur Horizon 2.0. Il rencontre successivement Sparadrap, Précieux, la Guilde Noob, Ash, des joueurs de la Coalition, puis Judge Dead. |                                 |                 |                 |                    |
| 59 (04x01) | Niveau 1 : PK.Dilles            | Fabien Fournier | Fabien Fournier | 2 décembre 2011    |
| Couette, Gaea, Omega Zell et Sparadrap sont en quête dans la forêt quand ils rencontrent T-Man et Dark Avenger. À la fin de l'épisode, Oméga Zell prétend qu'Arthéon vient de le nommer chef de guilde. |                                 |                 |                 |                    |
| 60 (04x02) | Niveau 2 : Conflit d'intérêt    | Fabien Fournier | Fabien Fournier | 16 décembre 2011   |
| Devenu chef de la Guilde Noob, Omega Zell cherche à en exclure les filles, provoquant le mécontentement de Gaea. En quête, ils rencontrent des joueurs de la Coalition. |                                 |                 |                 |                    |
| 61 (04x03) | Niveau 3 : Sourcelame           | Fabien Fournier | Fabien Fournier | 23 décembre 2011   |
| Les membres de la Guilde Noob rencontrent Arthéon qui délaisse temporairement la Guilde pour se lancer à la recherche de l'épée Sourcelame en compagnie de Kary, de la faction de l'Ordre. Arthéon retire à Oméga Zell ses fonctions de premier officier de la Guilde pour les confier à Gaea. |                                 |                 |                 |                    |
| 62 (04x04) | Niveau 4 : Dramegatique         | Fabien Fournier | Fabien Fournier | 20 janvier 2012    |
| Face aux abus de pouvoir de Gaea, qui force les membres à farmer pour amasser des crédits dont elle seule profitera, Omega Zell quitte la Guilde Noob. Par ailleurs, Couette est la première de la guilde à atteindre le niveau 100. |                                 |                 |                 |                    |
| 63 (04x05) | Niveau 5 : Bad Reputation       | Fabien Fournier | Fabien Fournier | 3 février 2012     |
| Gaea perd ses points de réputation et devient une sans faction. Elle rejoint la Coalition et la Guilde des adorateurs de Gaea. Omega Zell atteint le niveau 100 seul. Sparadrap devient officier principal de la Guilde Noob. |                                 |                 |                 |                    |
| 64 (04x06) | Niveau 6 : Reconnaissance       | Fabien Fournier | Fabien Fournier | 24 février 2012    |
| Oméga Zell parvient enfin à rentrer dans la Guilde Justice. |                                 |                 |                 |                    |
| 65 (04x07) | Niveau 7 : Même pas en rêve     | Fabien Fournier | Fabien Fournier | 16 mars 2012       |
| Thomas Lepape (Ystos) crée un personnage reroll, de classe assassin, et rejoint la Guilde Noob. Sparadrap atteint le niveau 100. |                                 |                 |                 |                    |
| 66 (04x08) | Niveau 8 : Donjon du chaos 1/3  | Fabien Fournier | Fabien Fournier | 13 avril 2012      |
| Différentes Guildes entrent dans un donjon sous l'influence de la Source du Chaos : La Guilde Noob, la Guilde Justice et celle des adorateurs de Gaea. |                                 |                 |                 |                    |
| 67 (04x09) | Niveau 9 : Donjon du chaos 2/3  | Fabien Fournier | Fabien Fournier | 27 avril 2012      |
| Coupée de sa Guilde, Gaea doit se joindre à Arthéon, Sparadrap, Golgotha et Couette. La Guilde des adorateurs de Gaea part à la recherche de cette dernière. La Guilde Justice affronte d'autres ennemis. De son côté Fantöm affronte Tabris. |                                 |                 |                 |                    |
| 68 (04x10) | Niveau 10 : Donjon du chaos 3/3 | Fabien Fournier | Fabien Fournier | 11 mai 2012        |
| Gaea, Arthéon, Sparadrap, Golgotha et Couette réussissent à quitter la zone perturbée en tuant les vecteurs du chaos. La Guilde Justice, bien que décimée, vainc également. Fantöm sort vivant de son affrontement contre Tabris. |                                 |                 |                 |                    |
| 69 (04x11) | Niveau 11 : Incompatibilité     | Fabien Fournier | Fabien Fournier | 25 mai 2012        |
| Oméga Zell rencontre Nazetrîme, puis Gaea qui atteint le niveau 100 en tuant Nazetrîme. Gaea et Omega Zell débloquent ensuite leur compétence de niveau 100 chez le maître des compétences. |                                 |                 |                 |                    |
| 70 (04x12) | Niveau 12 : Apocalypse 1/3      | Fabien Fournier | Fabien Fournier | 8 juillet 2012     |
| Arthéon trouve enfin Sourcelame et demande Kary en mariage. Pendant ce temps Oméga Zell et Gaea s'affrontent en duel. La cérémonie du mariage est interrompue par un event, et Kary avoue à Arthéon qu'elle préfère le background au mariage. |                                 |                 |                 |                    |
| 71 (04x13) | Niveau 13 : Apocalypse 2/3      | Fabien Fournier | Fabien Fournier | 8 juillet 2012     |
| Blessé par l'indifférence de Kary, Arthéon décide d'oublier son passé. Pendant ce temps Oméga Zell rumine sa défaite contre Gaea. L'event qui vient de se manifester a été localisé vers Glacesang, la capitale de la Coalition. Il annonce l'émergence des forces du chaos et le début de l'apocalypse. |                                 |                 |                 |                    |
| 72 (04x14) | Niveau 14 : Apocalypse 3/3      | Fabien Fournier | Fabien Fournier | 8 juillet 2012     |
| Glacesang, la capitale de la Coalition, est attaquée par les sansâmes du chaos. Consciente que si la Coalition est défaite, la faction de l'Empire est condamnée, car toutes deux sont liées à la Source de Vie, La Guilde Justice vient prêter main-forte à la Coalition. Arthéon décide de dissoudre la Guilde Noob et de tourner le dos à ses anciens partenaires, mais Sparadrap ne compte pas le laisser partir. |                                 |                 |                 |                    |

### Saison 5 - Un Jeu sans Fin
Saison lancée le 29 mars 2013. 19 épisodes sont envisagés. Cette saison devrait clore le premier cycle de la série de Noob, et les saisons suivantes devraient mettre en scène des rerolls des joueurs, comme Gaea l'archère, Sparadrap le guerrier, Ystos l'assassin...
| Numéros | Titres                     | Réalisateur(s)  | Scénariste(s)   | Première diffusion |
| --- | -------------------------- | --------------- | --------------- | ------------------ |
| 73 (05x00) | Prologue                   | Fabien Fournier | Fabien Fournier | 21 décembre 2012   |
| Sparadrap tente de limiter les dégâts d'Arthéon le temps qu'il se calme. |                            |                 |                 |                    |
| 74 (05x01) | La partie continue !       | Fabien Fournier | Fabien Fournier | 29 mars 2013       |
| Les membres de la nouvelle guilde Noob continuent à jouer ensemble, et encore de malchance. Fantöm se prépare à son combat et cherche à découvrir le passé de Spectre. Tenshirock a un nouveau plan pour détruire Horizon de l'intérieur, et cela, légalement. Artheon et Sourcelame se préparent à une nouvelle aventure. |                            |                 |                 |                    |
| 75 (05x02) | Nouvelles ambitions        | Fabien Fournier | Fabien Fournier | 12 avril 2013      |
| Artheon découvre ce que l'achèvement de la quête de Sourcelame signifie. Saphir s'interroge sur l'avenir d'Omega Zell au sein de la guilde Justice. Ystos et Gaea continuent à entrainer leur rerolls. Cependant, un event majeur se prépare...                                                                            |                            |                 |                 |                    |
| 76 (05x03) | World Boss                 | Fabien Fournier | Fabien Fournier | 26 avril 2013      |
| À Glacesang, un nouvel évent majeur a lieu. Le World Boss Tabris tente de s'emparer de la capitale de la coalition. Les différentes factions s'unissent pour le combattre, mais l'absence d'Amaras et de Fantöm rend la tâche plus difficile. Pendant ce temps, Artheon, nostalgique des évents, attend son heure...       |                            |                 |                 |                    |
| 77 (05x04) | Historique perdu           | Fabien Fournier | Fabien Fournier | 10 mai 2013        |
| Fantöm commence sa recherche d'informations sur Spectre et interroge donc Heimdäl puis Ash le Farmer Chinois. De son côté, Heimdäl contacte Gaea dans afin d'obtenir de Tenshirock des informations sur Spectre. |                            |                 |                 |                    |
| 78 (05x05) | Réunion de famille         | Fabien Fournier | Fabien Fournier | 24 mai 2013        |
| Un grand tournoi est organisé et tous se préparent au combat, sauf Gaea qui est en mission pour la guilde Justice. C'est une surprise pour les anciens membres de la guilde Noob, du moins jusqu'à ce qu'ils retrouvent Arthéon.                                                                                           |                            |                 |                 |                    |
| 79 (05x06) | Éliminatoires              | Fabien Fournier | Fabien Fournier | 7 juillet 2013     |
| En vue du grand tournoi qui se prépare, des éliminatoires se déroulent dans plus de 250 arènes. Les anciens de la guilde Noob tentent de se qualifier. Arthéon fait sa première apparition en tant que World Boss... |                            |                 |                 |                    |
| 80 (05x07) | Phases finales             | Fabien Fournier | Fabien Fournier | 8 novembre 2013    |
| Les favoris abandonnent les uns après les autres le Grand tournoi, sans explication. La finale va ainsi opposer deux vieilles connaissances : Omega Zell et Ivy. |                            |                 |                 |                    |
| 81 (05x08) | Le Secret de Tenshirock    | Fabien Fournier | Fabien Fournier | 6 décembre 2013    |
| Pour ses négociations, Gaea révèle le grand secret de Tenshirock à Ash : les motivations très personnelles du hacker à détruire les mondes persistants. |                            |                 |                 |                    |
| 82 (05x09) | Magouilles et Gaeabouilles | Fabien Fournier | Fabien Fournier | 6 décembre 2013    |
| Il est temps pour la Guilde Justice de récupérer les informations récoltées par Gaea sur les capacités de Spectre. Omega Zell ronge son frein puisqu'il devait débloquer sa classe légendaire. |                            |                 |                 |                    |
| 82 (05x10) | Crépuscule partie 1        | Fabien Fournier | Fabien Fournier | 14 mars 2014       |
| La Faction du Chaos est apparue sur Olydri et un Mal sombre contamine les personnages. L'Empire, la Coalition et l'Ordre doivent s'allier pour vaincre mais les intérêts personnels passent par endroits avant le reste.                                                                                                   |                            |                 |                 |                    |
| 83 (05x11) | Crépuscule partie 2        | Fabien Fournier | Fabien Fournier | 14 mars 2014       |
| Le Duel des trois légendes se conclut de façon surprenante. Alors que le combat contre les forces de Tabris fait rage, Tenshirock lance son plan ultime pour détruire le jeu de l'intérieur. |                            |                 |                 |                    |

### Saison 6 - Le Conseil des Trois Factions
Cette saison est le premier film de la trilogie qui a été découpé en 9 épisodes. Une avant-première au Grand Rex à Paris a été diffusée le 10 et 11 janvier 2015 et diffusée par la suite sur YouTube, Wat.tv et http://noob-tv.com/, le 16 janvier 2015.
| Numéros   | Titres                        | Réalisateur(s)  | Scénariste(s)   | Première diffusion |
| --------- | ----------------------------- | --------------- | --------------- | ------------------ |
| 84 (6x01) | La source du chaos            | Fabien Fournier | Fabien Fournier | 16 janvier 2015    |
| 85 (6x02) | L'objet unique                | Fabien Fournier | Fabien Fournier | 16 janvier 2015    |
| 86 (6x03) | Accomplissement               | Fabien Fournier | Fabien Fournier | 16 janvier 2015    |
| 87 (6x04) | Dead & Rock                   | Fabien Fournier | Fabien Fournier | 16 janvier 2015    |
| 88 (6x05) | La prophétie                  | Fabien Fournier | Fabien Fournier | 16 janvier 2015    |
| 89 (6x06) | Quête d'enquête               | Fabien Fournier | Fabien Fournier | 16 janvier 2015    |
| 90 (6x07) | Échantillons                  | Fabien Fournier | Fabien Fournier | 16 janvier 2015    |
| 91 (6x08) | Le conseil des trois factions | Fabien Fournier | Fabien Fournier | 16 janvier 2015    |
| 92 (6x09) | Les sept généraux             | Fabien Fournier | Fabien Fournier | 16 janvier 2015    |

### Saison 7 - La Quête Légendaire
Cette saison est le deuxième film de la trilogie qui a été découpé en 13 épisodes et 1 Hors-Série. Les épisodes seront diffusés à partir de 11 septembre 2015, quant au film complet le 24 février 2016. Noob fête son 100e épisode, à partir de l'épisode 8.
| Numéros     | Titres                               | Réalisateur(s)  | Scénariste(s)   | Première diffusion |
| ----------- | ------------------------------------ | --------------- | --------------- | ------------------ |
| 93 (07x01)  | Complot mégalo                       | Fabien Fournier | Fabien Fournier | 11 septembre 2015  |
| 94 (07x02)  | /Quit ou double                      | Fabien Fournier | Fabien Fournier | 11 septembre 2015  |
| 95 (07x03)  | Case prison                          | Fabien Fournier | Fabien Fournier | 16 octobre 2015    |
| 96 (07x04)  | Renfort inattendu                    | Fabien Fournier | Fabien Fournier | 13 novembre 2015   |
| 97 (07x05)  | Premières épreuves                   | Fabien Fournier | Fabien Fournier | 4 décembre 2015    |
| 98 (07x06)  | Chacun sa route                      | Fabien Fournier | Fabien Fournier | 18 décembre 2015   |
| 99 (07x07)  | Déconcertant                         | Fabien Fournier | Fabien Fournier | 15 janvier 2016    |
| 100 (07x08) | L'heure du duel                      | Fabien Fournier | Fabien Fournier | 2 mars 2016        |
| 101 (07x09) | Les mines damnées                    | Fabien Fournier | Fabien Fournier | 2 mars 2016        |
| 102 (07x10) | La source du néant                   | Fabien Fournier | Fabien Fournier | 2 mars 2016        |
| 103 (07x11) | Partage de quête                     | Fabien Fournier | Fabien Fournier | 2 mars 2016        |
| 104 (07x12) | Histoire de Troll                    | Fabien Fournier | Fabien Fournier | 2 mars 2016        |
| 105 (07x13) | La revanche                          | Fabien Fournier | Fabien Fournier | 2 mars 2016        |
| 106 (07x14) | Contre toute attente (Épisode Bonus) | Fabien Fournier | Fabien Fournier | 15 mai 2016        |

### Saison 8 - La Croisée Des Destins
Fabien Fournier décide qu'il ne diffuse pas, comme pour la saison 7, le film 3 en web-série de plusieurs épisodes pour ne pas spoiler et permettre de voir en une seule fois le grand final de cette trilogie et la fin de Noob. Après le Grand Rex, Fabien Fournier décide de découper le film en plusieurs épisodes.
| Numéros     | Titres                  | Réalisateur(s)  | Scénariste(s)   | Première diffusion |
| ----------- | ----------------------- | --------------- | --------------- | ------------------ |
| 107 (08x01) | Le conseil de Glacesang | Fabien Fournier | Fabien Fournier | 11 septembre 2017  |
| 108 (08x02) | Quête et enquête        | Fabien Fournier | Fabien Fournier | 11 septembre 2017  |
| 109 (08x03) | La forge                | Fabien Fournier | Fabien Fournier | 11 septembre 2017  |
| 110 (08x04) | Le Bâton légendaire     | Fabien Fournier | Fabien Fournier | 11 septembre 2017  |
| 111 (08x05) | Frères ennemis          | Fabien Fournier | Fabien Fournier | 11 septembre 2017  |
| 112 (08x06) | Chaos en Olydri         | Fabien Fournier | Fabien Fournier | 11 septembre 2017  |
| 113 (08x07) | Épilogue                | Fabien Fournier | Fabien Fournier | 11 septembre 2017  |

### Saison 9  - La Guilde Pro Game Master
Après les 3 films, Fabien Fournier décide de faire une suite du nom de "NOOB RUSH". Les fans étant perdus, il rebaptise la suite "NOOB : SAISON 9".
| Numéros     | Titres                                                        | Réalisateur(s)  | Scénariste(s)   | Première diffusion |
| ----------- | ------------------------------------------------------------- | --------------- | --------------- | ------------------ |
| 114 (09x01) | Battleground                                                  | Fabien Fournier | Fabien Fournier | 14 octobre 2016    |
| 115 (09x02) | Rafale le tank                                                | Fabien Fournier | Fabien Fournier | 18 novembre 2016   |
| 116 (09x03) | Besoin d'un break                                             | Fabien Fournier | Fabien Fournier | 2 juin 2017        |
| 117 (09x04) | Un peu rouillé                                                | Fabien Fournier | Fabien Fournier | 14 juillet 2017    |
| 118 (09x05) | Pro Game Master                                               | Fabien Fournier | Fabien Fournier | 6 octobre 2017     |
| 119 (09x06) | Réunion du roster un                                          | Fabien Fournier | Fabien Fournier | 20 octobre 2017    |
| 120 (09x07) | L'Event d'Halloween                                           | Fabien Fournier | Fabien Fournier | 31 octobre 2017    |
| 121 (09x08) | Gigazertek                                                    | Fabien Fournier | Fabien Fournier | 7 décembre 2017    |
| 122 (09x09) | L'Event de Pâques                                             | Fabien Fournier | Fabien Fournier | 1 avril 2018       |
| 123 (09x10) | Démonstration                                                 | Fabien Fournier | Fabien Fournier | 15 juin 2018       |
| 124 (09x11) | Responsabilités                                               | Fabien Fournier | Fabien Fournier | 24 juin 2018       |
| 125 (09x12) | Mise au point                                                 | Fabien Fournier | Fabien Fournier | 13 juillet 2018    |
| 126 (09x13) | Arme Secrète                                                  | Fabien Fournier | Fabien Fournier | 28 septembre 2018  |
| 127 (09x14) | Gaming House                                                  | Fabien Fournier | Fabien Fournier | 19 octobre 2018    |
| 128 (09x15) | Les Pionniers (avec Pierre-Alain de Garrigues et Corin Nemec) | Fabien Fournier | Fabien Fournier | 23 novembre 2018   |
| 129 (09x16) | Spécial Noël (crossover avec Warpzone Project)                | Fabien Fournier | Fabien Fournier | 21 décembre 2018   |
| 130 (09x17) | Cooldown (avec Pierre-Alain de Garrigues et Nicholas Brendon) | Fabien Fournier | Fabien Fournier | 29 mars 2019       |
| 131 (09x18) | Un style trop stylé                                           | Fabien Fournier | Fabien Fournier | 26 avril 2019      |
| 132 (09x19) | L'instigateur                                                 | Fabien Fournier | Fabien Fournier | 17 mai 2019        |
| 133 (09x20) | La ligne rouge                                                | Fabien Fournier | Fabien Fournier | 7 juillet 2019     |

### Saison 10  - La Ruée Des Rerolls
Suite de l'intrigue des "Pro Game Master". Avant première pour les contributeurs du jeu vidéo, le 18 février 2020. Mise en ligne publique le 28 février 2020.
| Numéros     | Titres                                                                         | Réalisateur(s)  | Scénariste(s)   | Première diffusion |
| ----------- | ------------------------------------------------------------------------------ | --------------- | --------------- | ------------------ |
| 134 (10x01) | Shonen Spirit (avec Pierre-Alain de Garrigues, Corin Nemec et Abraham Benrubi) | Fabien Fournier | Fabien Fournier | 28 février 2020    |
| 135 (10x02) | Farandole de Rerolls                                                           | Fabien Fournier | Fabien Fournier | 7 avril 2020       |
| 136 (10x03) | Camping convivial                                                              | Fabien Fournier | Fabien Fournier | 24 avril 2020      |
| 137 (10x04) | Pas touche                                                                     | Fabien Fournier | Fabien Fournier | 30 juin 2020       |
| 138 (10x05) | Un poing c'est tout !                                                          | Fabien Fournier | Fabien Fournier | 13 juillet 2020    |
| 139 (10x06) | Honey bug                                                                      | Fabien Fournier | Fabien Fournier | 10 juillet 2021    |
| 140 (10x07) | En proie au doute                                                              | Fabien Fournier | Fabien Fournier | 24 septembre 2021  |
| 141 (10x08) | Effondrement                                                                   | Fabien Fournier | Fabien Fournier | 8 octobre 2021     |
| 142 (10x09) | Judge Do It                                                                    | Fabien Fournier | Fabien Fournier | 7 janvier 2022     |
| 143 (10x10) | L'expert                                                                       | Fabien Fournier | Fabien Fournier | 4 février 2022     |
| 144 (10x11) | Volte-face                                                                     | Fabien Fournier | Fabien Fournier | 4 mai 2022         |

### Saison 11  - Les Donjons Éphémères
Suite de l'intrigue des "Pro Game Master". Avant première pour les contributeurs du jeu vidéo, le 1er février 2024. Mise en ligne publique le 1er février 2024.
| Numéros     | Titres                                                                             | Réalisateur(s)  | Scénariste(s)   | Première diffusion |
| ----------- | ---------------------------------------------------------------------------------- | --------------- | --------------- | ------------------ |
| 145 (11x01) | Le Mangoross (avec Corin Nemec)                                                    | Fabien Fournier | Fabien Fournier | 1er février 2024   |
| 146 (11x02) | Escarmouche                                                                        | Fabien Fournier | Fabien Fournier | 13 Février 2024    |
| 147 (11x03) | Laissé pour compte (avec Pierre-Alain de Garrigues)                                | Fabien Fournier | Fabien Fournier | 5 mars 2024        |
| 148 (11x04) | L'alpha et l'oméga                                                                 | Fabien Fournier | Fabien Fournier | 13 mars 2024       |
| 148 (11x05) | Heal est de retour                                                                 | Fabien Fournier | Fabien Fournier | 19 mars 2024       |
| 149 (11x06) | Game Changer (avec Pierre-Alain de Garrigues, Corin Nemec et Abraham Benrubi)      | Fabien Fournier | Fabien Fournier | 1er avril 2024     |
| 150 (11x07) | La fin d'un cycle (avec Pierre-Alain de Garrigues, Corin Nemec et Abraham Benrubi) | Fabien Fournier | Fabien Fournier | 9 avril 2024       |

## Les Films
| Films | Titres                        | Réalisateur(s)  | Scénariste(s)   | Première diffusion |
| --- | ----------------------------- | --------------- | --------------- | ------------------ |
| 01 | Le Conseil Des Trois Factions | Fabien Fournier | Fabien Fournier | 16 janvier 2015    |
| Tandis qu'Arthéon de Fargöth est parti sur Arturis, Sparadrap désespère de ne plus pouvoir jouer comme autrefois avec Ivy, Couette, Gaea et Omega Zell. Ces deux derniers notamment, sont particulièrement occupés. Gaea ne cesse de comploter pour s'enrichir toujours plus, tandis qu'Omega Zell fait son possible pour débloquer sa classe légendaire. À l'échelle d'Olydri, l'invasion des sansâmes semble voir ses lignes de front se stabiliser, mais c'était sans compter sur le retour du Mal sombre, une épidémie contre laquelle le précédent sérum semble devenu inefficace !                                           |                               |                 |                 |                    |
| 02 | La Quête Légendaire           | Fabien Fournier | Fabien Fournier | 24 février 2016    |
| Le compte à rebours est lancé ! Le météore invoqué par Arthéon de Fargöth va bientôt s'écraser sur le monde d'Olydri. Si personne ne parvient à contrecarrer les plans du joueur World Boss dans le temps imparti, ce sera le premier Game Over de l'histoire des jeux vidéo en ligne ! Qu'est-ce que cela signifie ? Que tous les avatars seraient réinitialisés au niveau un ? Il devient urgent de trouver la première quête secrète permettant de changer le destin de millions de joueurs : Pourvu qu'elle ne tombe pas entre de mauvaises mains...                                                                           |                               |                 |                 |                    |
| 03 | La Croisée Des Destins        | Fabien Fournier | Fabien Fournier | 17 février 2017    |
| Le dénouement est imminent ! Les anciens compagnons de la guilde Noob, dont les routes ont fini par se séparer, voient leur destinée converger à nouveau pour un ultime défi. S'ils réussissent à déjouer les plans de leur ancien chef, devenu world boss, ils entreront dans la légende d'Horizon 3.0. Dans le cas contraire, le premier game over de l'histoire du mmorpg aura lieu. Pendant ce temps, de puissants ennemis et leur armée déchainent face aux trois factions. Tous les joueurs se mobilisent pour les repousser et gagner du temps...                                                                           |                               |                 |                 |                    |
| 04 | Les Arcanes Ultimes           | Fabien Fournier | Fabien Fournier | 1er mars 2025      |
| Dans un monde où le jeu en ligne Horizon 5.0 règne en maître, les membres de la guilde Noob se retrouvent embarqués dans une nouvelle quête aux enjeux colossaux : retrouver les Arcanes Ultimes, des artefacts légendaires capables de bouleverser l’équilibre du monde virtuel. Tandis que les tensions entre factions s’intensifient et que les anciens ennemis refont surface, les héros malgré eux doivent faire face à leurs limites, tant dans le jeu que dans la vraie vie. Entre humour, stratégie et affrontements épiques, cette aventure inédite pousse la guilde Noob à se surpasser pour écrire leur propre légende. |                               |                 |                 |                    |